# Holt, Wales
Holt är en ort och en community i Storbritannien.   Den ligger i kommunen Wrexham och riksdelen Wales, i den södra delen av landet, 250 km nordväst om huvudstaden London.